# Enrica Lupo
Enrica Lupo (Venaria Reale, 20 luglio 1995) è una calciatrice italiana, attaccante del Caprera.

## Caratteristiche tecniche
Jolly dell'attacco, può adottare vari ruoli a seconda dello schieramento: inizialmente prima o seconda, viene poi schierata in tutti i ruoli sull'esterno del campo in qualsiasi modulo.
Nelle ultime stagioni con la maglia del Caprera ha spesso coperto il ruolo di centrocampista e anche di esterno basso.

## Carriera
È cresciuta nelle giovanili del Torino, iniziando i primi mesi in porta, per poi essere schierata in attacco. Fece il suo esordio nella formazione primavera nel corso del campionato 2009-2010 all'età di 14 anni, convocata dal tecnico Lami per la gara di campionato contro l'Alessandria: sostituendo al 20' del primo tempo Laura Barberis, segnò la rete del pareggio e fornì due assist a Mavilia e Tosetto per il 4-1 finale. Nella stagione 2010-2011 iniziò con la squadra giovanissime, allenata da Nicco, per poi essere aggregata definitivamente nella primavera allenata da Zarra, risultando essere la giocatrice più giovane. Il tecnico trasformò Lupo da attaccante centrale a esterno di centrocampo. Il 17 ottobre segnò la prima rete della stagione contro il Como 2000, decidendo l'1-0 finale. Al termine della stagione il Torino vinse lo scudetto primavera, battendo a Cervia in semifinale lo Jesina e in finale il Brescia. Nella stagione 2011-2012 la primavera del Torino venne inserita in Serie D ed Enrica Lupo fu protagonista con le reti da lei realizzate, tra cui due triplette. Col Torino partecipò anche al torneo "Beppe Viola" di Arco di Trento nel marzo 2012. In campionato contribuisce al raggiungimento delle fasi nazionali, al termine delle quali il Torino vinse nuovamente lo scudetto. Nel corso della gara di ritorno dei quarti di finale contro la Sestrese, a causa di un brutto fallo la giocatrice subì un infortunio, distorsione e distrazione del crociato anteriore, che la tenne lontano dal campo per le partite successive della fase nazionale.
Nella stagione 2012-2013 entrò a far parte della prima squadra del Torino, facendo il suo esordio il 27 ottobre 2012 contro il Como 2000 in occasione della sesta giornata del campionato di Serie A. Giocò titolare quasi tutte le partite del campionato, siglando anche due reti. Rimase al Torino fino al termine della stagione 2015-2016, accumulando 74 presenze e 13 reti realizzate, delle quali 17 presenze e 2 reti in Serie A. Nell'estate 2016 venne ceduta in prestito al Caprera, partecipante al campionato di Serie B.
Protagonista con la squadra sarda nel campionato nella stagione 2016-2017, siglando 5 reti che contribuiscono alla salvezza neroverde.

## Palmarès

### Giovanili
- Campionato Primavera (calcio femminile): 2

Torino: 2010-2011 2011-2012